# Snipex Alligator
Snipex Alligator — багатозарядна великокаліберна гвинтівка з поздовжньо-поворотним затвором та подачею набоїв калібру 14,5×114 мм з магазина, виробництва компанії ХАДО-Холдінг.
Призначена для ураження рухомих і нерухомих цілей: транспортних засобів, засобів зв'язку та ППО, літальних апаратів на стоянках, укріплених довготривалих оборонних точок, бліндажів тощо.
Гвинтівка з магазинним живленням, що забезпечує підвищену швидкість стрільби. Магазин коробчастий, знімний, на 5 набоїв.

## Конструкція
Гвинтівка сконструйована з урахуванням усіх вимог до зброї для високоточної стрільби.
Замикання ствола здійснюється поздовжньо-ковзним поворотним затвором. Плаваючий ствол у момент вильоту кулі знаходиться у вільному відкоті, що забезпечує більшу точність влучання кулі. Гвинтівка демонструє прийнятний рівень відбою під час пострілу. Відбій гаситься завдяки дії ізолятора відбою короткого ходу, а також за рахунок дулового гальма, еластичного багатошарового підплічника і оптимально збалансованої ваги.
З гвинтівки може стріляти як правша, так і шульга. Гвинтівка має регульований за висотою упор для щоки, який можна перевстановити для стрільби з правого або лівого боку. Для зручності прицілювання гвинтівка має сошки і регульовану задню опору, що передбачає можливість точного налаштування під стрілка.
Гвинтівка оснащена рейкою Пікатінні з ухилом 35 МОА, на яку можна встановити різноманітні прилади для прицілювання.

## Характеристики
- Калібр, мм: 14.5
- Набій: 14,5×114 мм
- Маса, кг: 25
- Довжина зібраної гвинтівки, мм: 2000
- Довжина ствола, мм: 1200
- Нарізи/твіст: 8/16.5"
- Запобіжник: кнопка-запобіжник та запобіжний спуск
- Планка Пікатінні: Верхня Mil standard
- Початкова швидкість кулі, м/с: 980
- Ефективна дальність стрільби, м: 2000
- Максимальна дальність польоту кулі, м: 7000

## Історія
Вперше гвинтівка Alligator була презентована у червні 2020 р. на офіційній сторінці Snipex у Фейсбуці. У липні на офіційному YouTube-каналі компанії ХАДО з'явилося презентаційне відео.
У грудні 2020 року прийнята на озброєння Збройних сил України.

## Оператори
- Україна:
  - Збройні Сили України: прийнята на озброєння ЗСУ наприкінці 2020 року[4].